# Eucaristia

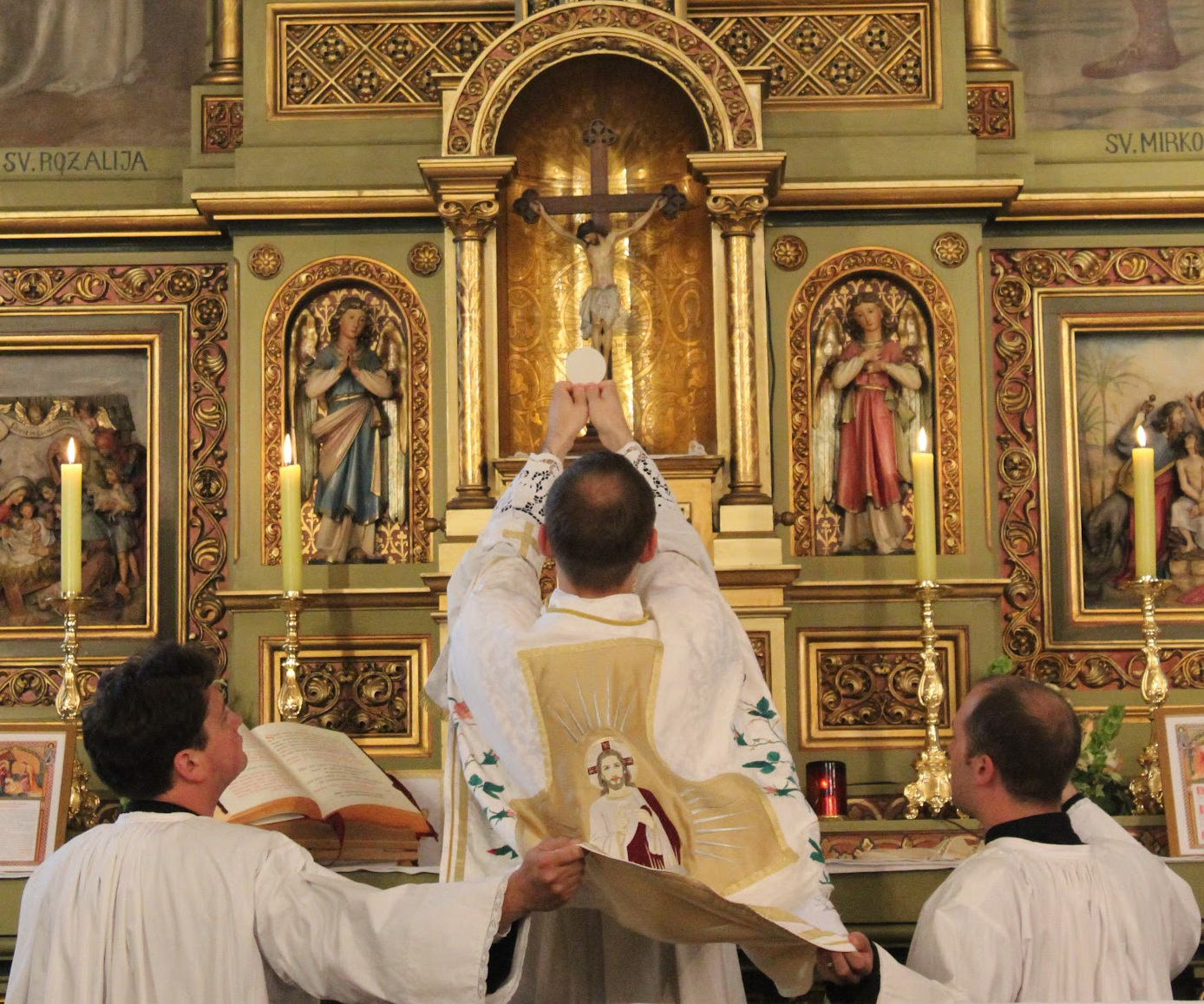
Elevazione dell'Eucaristia dopo la consacrazione nella Messa tridentina

L'Eucaristìa, o comunione, o santa cena, per gran parte delle Chiese cristiane, è il sacramento istituito da Gesù durante l'Ultima Cena, alla vigilia della sua passione e morte. Il termine deriva dal greco antico εὐχαριστία?, eucharistía, "ringraziamento, rendimento di grazie". Il Nuovo Testamento narra l'istituzione dell'eucaristia in quattro passi: Matteo 26,26-28; Marco 14,22-24; Luca 22,19-20; Prima lettera ai Corinzi 11,23-25. In Giovanni 6,24-35 Gesù si definisce, in analogia con la manna, come il vero pane disceso dal cielo, che sazia e disseta per la vita eterna, inviato dal Padre a dare la vita per il mondo.
(1 Corinzi 11, 23-25)

## Le origini

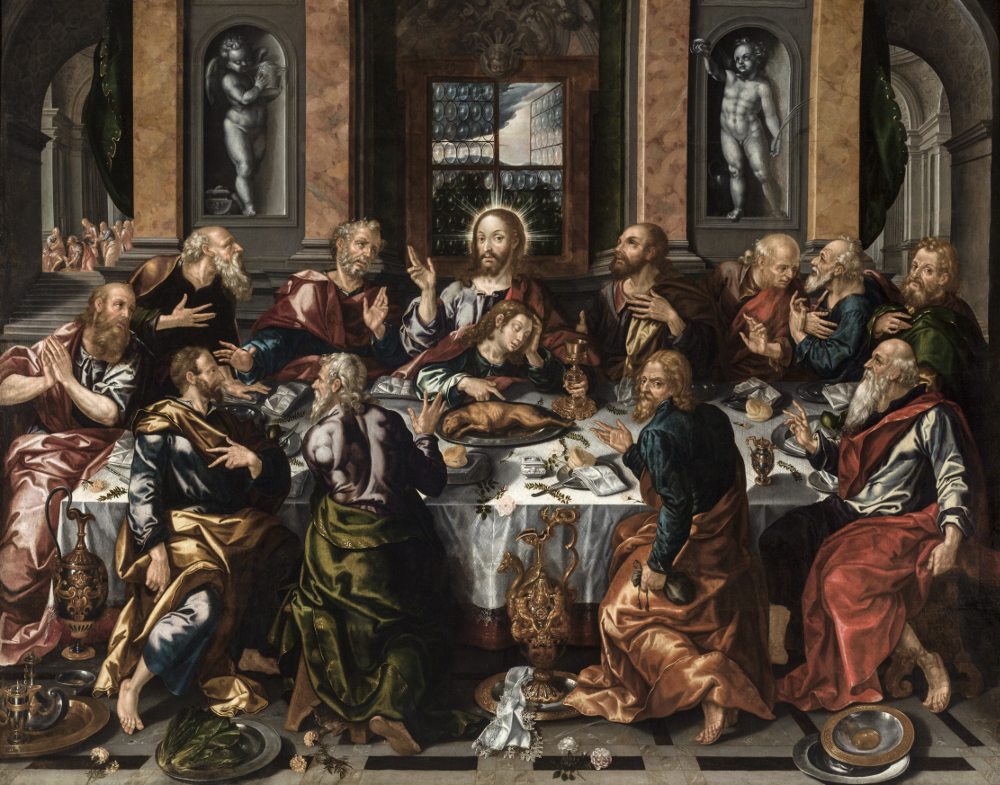
Alonso Vázquez, Sagrada cena, Siviglia

Nell'Ultima Cena, secondo l'interpretazione cattolica del racconto dei vangeli, Gesù distribuì ai suoi discepoli il pane e il vino come suo corpo e suo sangue, offerti come sacrificio per la salvezza degli uomini, incaricandoli di fare lo stesso in sua memoria. La Chiesa cattolica, dunque, fin dalla sua origine, celebra l'atto sacramentale dell'Eucaristia come uno degli impegni lasciatile da Gesù stesso, suo Dio salvatore e fondatore. Secondo la dottrina cattolica, l'eucaristia è l'azione sacrificale durante la quale il sacerdote offre il pane e il vino a Dio, che, per opera dello Spirito Santo, diventano realmente il Corpo e il Sangue di Cristo, lo stesso Corpo e lo stesso Sangue offerti da Gesù stesso sulla croce.
I cristiani protestanti non credono nell'atto sacramentale come rinnovarsi del sacrificio della croce, né in generale credono nella transustanziazione; alcune comunità protestanti rifiutano anche la presenza reale. Molte non usano il nome Eucaristia, ma altri nomi, tipicamente Cena del Signore, Santa Comunione, Comunione o Santa Cena, che variano anche a seconda della lingua.

### Terminologia
Il Nuovo Testamento è stato originariamente scritto in lingua greca e il sostantivo greco εὐχαριστία (eucharistia), che significa "ringraziamento", appare alcune volte in questo, mentre il verbo greco correlato εὐχαριστήσας si trova più volte nei racconti del Nuovo Testamento dell'Ultima Cena, compreso il più antico di questi:
Il termine εὐχαριστία (eucharistia) è quello con cui si fa riferimento al rito nella Didaché (documento di fine I o inizio II secolo), e da Ignazio di Antiochia (morto tra il 98 e il 117) e da Giustino Martire (Prima Apologia scritta tra il 155 e il 157).

### Fonti paleocristiane
La Didaché (in greco: Διδαχή) è un trattato della Chiesa primitiva che include istruzioni per il Battesimo e l'Eucaristia. La maggior parte degli studiosi la datano alla fine del I secolo. L'Eucaristia è menzionata nei capitoli 9, 10 e 14.
Ignazio di Antiochia (nato c. 35 o 50, morto tra il 98 e il 117), uno dei Padri apostolici, menziona l'Eucaristia come "la carne del nostro Salvatore Gesù Cristo"
Giustino Martire (nato c. 100, morto c. 165) cita a questo proposito: 
Nella sua prima Apologia Giustino descrive come l'Eucaristia veniva celebrata a Roma alla metà del II secolo, priva ancora delle particolarità del rito romano attuale, delle quali sono testimonianze il Sacramentario veronese o leoniano (VI secolo) e il Sacramentario gelasiano (VIII secolo).
Giustino, al quale è attribuito il merito di essere il primo a registrare il formato base della messa: liturgia della parola seguita da liturgia dell'eucaristia. indica più dettagliatamente i seguenti elementi:
1. Frequenza settimanale: "Nel giorno appellato del sole tutti quelli che sono nella città o campagne convengono insieme".[28]
2. Letture: "Si leggono le Memorie degli apostoli, e gli scritti dei profeti finché il tempo lo permette".[28]
3. Omelia: "Il prefetto fa per discorso un'ammonizione ed esortazione perché s'imitino queste belle cose".[28]
4. Preghiere dei fedeli in comune: "In seguito sorgiamo tutti in comune e facciamo preghiere";[28] nelle celebrazioni dopo il conferimento del battesimo ad un nuovo cristiano, "orare instantemente per se stessi e per l'illuminato, e per tutti gli altri in qualunque luogo sieno, perché vengano fatti degni di imparare le cose vere, e di venire fatti degni conversatori buoni, e osservatori dei comandamenti, acciò conseguiamo l'eterna salute".[29]
5. Bacio della pace: "Terminate le orazioni ci salutiamo a vicenda con un bacio".[29]
6. Offerta di pane e vino e acqua: "Si offre pane, vino e acqua";[28] "Poscia offresi al presidente dei fratelli pane e una tazza di acqua e vino temperato".[29]
7. Azione di grazie per bocca del presidente: "Ed egli prendendolo celebra lode e gloria al Padre dell'universo pel nome del Figliuolo e dello Spirito santo e celebra a lungo l'azione di grazie per essere noi fatti degni da lui di queste cose";[29] "il prefetto fa similmente orazioni e azioni di grazie a tutta sua possa".[28]
8. Acclamazione del popolo: "Il popolo acclama dicendo l'Amen";[28] "tutto il popolo presente acclama dicendo: Amen. La parola amen in lingua ebraico significa, sia fatto".[29]
9. Comunione: "Quelli che da noi sono chiamati diaconi, danno a cadauno dei presenti da partecipare del pane, del vino e dell'acqua, adoprati per celebrare l'azione di grazie, e ne portano ai non presenti";[29] "Fassi a cadauno la distribuzione e la partecipazione delle cose colle quali si celebrò l'Eucaristia, e ai non presenti si mandano per mezzo dei diaconi".[28]
10. Colletta per i bisognosi: "I ricchi veramente, e quelli che vogliono, ciascuno a suo arbitrio dà ciò che vuole. E quello che si raccoglie viene depositato appresso il prefetto: ed egli soccorre gli orfani e le vedove ...".[28]

### Studi moderni ed ecumenismo
Alcuni studi recenti hanno interpretato le origini dell'eucaristia in relazione a temi quali il rapporto tra storia e teologia nei resoconti evangelici, il confronto con il contesto ebraico e greco-romano del tempo, e l'evoluzione delle pratiche e delle dottrine, anche in relazione alle varianti riscontrate da luogo a luogo. Secondo altre ipotesi il sacramento dell'Eucaristia sarebbe frutto di un'evoluzione della coscienza delle prime comunità cristiane, in qualche modo influenzata dalle "cerimonie mitiche e di culti misterici teofagici" presenti nelle civiltà ellenistiche.
Il ruolo centrale della celebrazione eucaristica nel cristianesimo e lo sviluppo, da parte delle diverse confessioni religiose, di variazioni anche molto significative hanno inoltre reso il confronto sull'eucaristia uno dei temi centrali del movimento ecumenico.
Shekhinah è la parola ebraica (di origine caldea) che nella Bibbia indica la manifestazione del Signore a Israele, e poi ai fedeli in Cristo (nel Nuovo Testamento). Nelle chiese odierne, il tabernacolo è l'equivalente del Sancta Sanctorum del Tempio di Gerusalemme al quale avevano accesso solamente i Sommi Sacerdoti.

## Chiesa cattolica

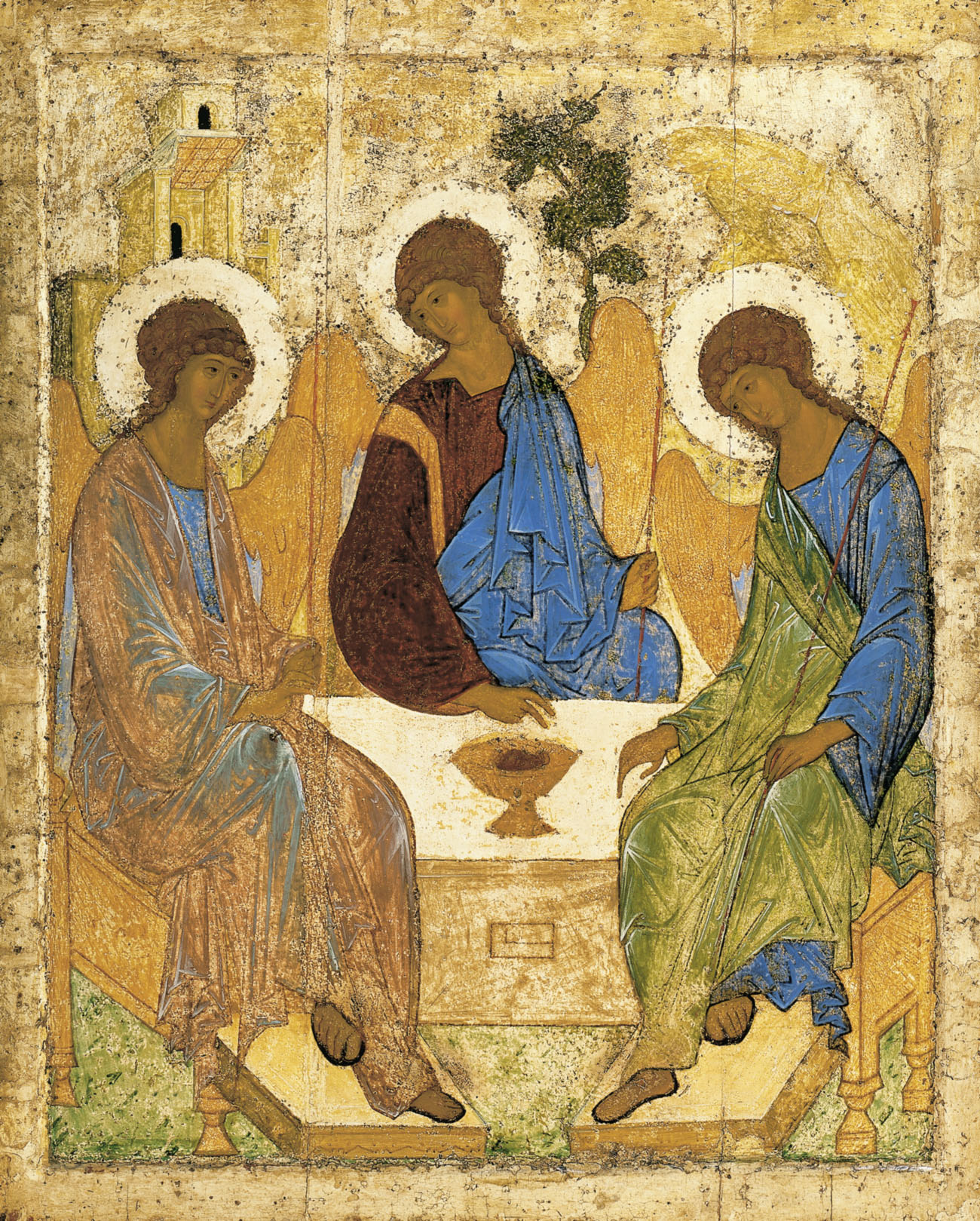
La SS. Trinità - S. Andrej Rublëv, icona tramite tempera su legno, 1420 - 1430 ca, Mosca.
Ad eccezione delle vesti, le tre divine Persone presentano un identico volto. Il calice è il simbolo del sacrificio eucaristico di Gesù.

L'Eucaristia, secondo la dottrina cattolica, è il Corpo di Gesù Cristo stesso. Nell'Eucaristia Gesù è presente in modo completo e in tutta la sua persona, cioè nel Corpo, Sangue, Anima e Divinità. Il miracolo consiste nel fatto che l'Eucaristia, sebbene sia sostanzialmente il Corpo di Cristo, tuttavia mantiene quelli che sono gli accidenti esteriori del pane. Essa è strettamente collegata con la Pasqua, con la morte e risurrezione di Gesù. Il fatto fondamentale che collega i due avvenimenti è l'ultima Cena: fondante l'eucaristia e annunciante la Pasqua.
Cristo celebra la pasqua ebraica, ma le dona un nuovo significato. L'antica alleanza tra il popolo di Israele e Dio sul monte Sinai fu suggellata con il sangue di un sacrificio; così anche la nuova e definitiva alleanza del nuovo Israele è suggellata dal sacrificio di Cristo, vero Agnello che "prende su di sé i peccati del mondo", che "riconcilia l'umanità col suo creatore".
Nella cena pasquale ebraica, consistente in azzimi ed erbe amare, si assisteva al ricordo della liberazione dall'Egitto e degli eventi dell'esodo stesso. Nella cena pasquale cristiana - l'eucaristia appunto - si assiste al ripresentarsi vivo e vero della passione e morte del Figlio di Dio, che libera dal peccato e "riconcilia nel suo amore il mondo intero". Perciò Gesù dice: "Questo calice è la nuova alleanza nel mio sangue": si tratta della nuova Pasqua dell'Agnello.
L'apostolo Paolo di Tarso scrive: "Ogni volta che mangiate di questo pane e bevete di questo calice voi annunziate la morte del Signore finché egli venga". È necessario soffermarsi in modo particolare sulla comprensione dell'eucaristia come memoriale (anamnesi, in ebraico "zikkaron"): questo termine nel contesto biblico indica azioni rituali riferite a un evento (salvifico) passato in grado tuttavia di attualizzarlo, rendendolo presente ai partecipanti nelle sue stesse dimensioni salvifiche, e proiettandolo anche verso il futuro. E nella concezione memoriale le confessioni cristiane trovano consenso nell'affermazione: "L'Eucaristia è il memoriale di Gesù crocifisso e risorto, cioè il segno vivo ed efficace del suo sacrificio, compiuto una volta per tutte sulla croce e ancora operante in favore di tutta l'umanità". L'intero complesso della celebrazione eucaristica (e dunque liturgia della parola e liturgia eucaristica) è il memoriale di tutto il mistero di Gesù, centrato nella sua morte, risurrezione e ascensione; la preghiera eucaristica è, in modo particolare, pervasa dal tema del memoriale.

### Celebrazione eucaristica

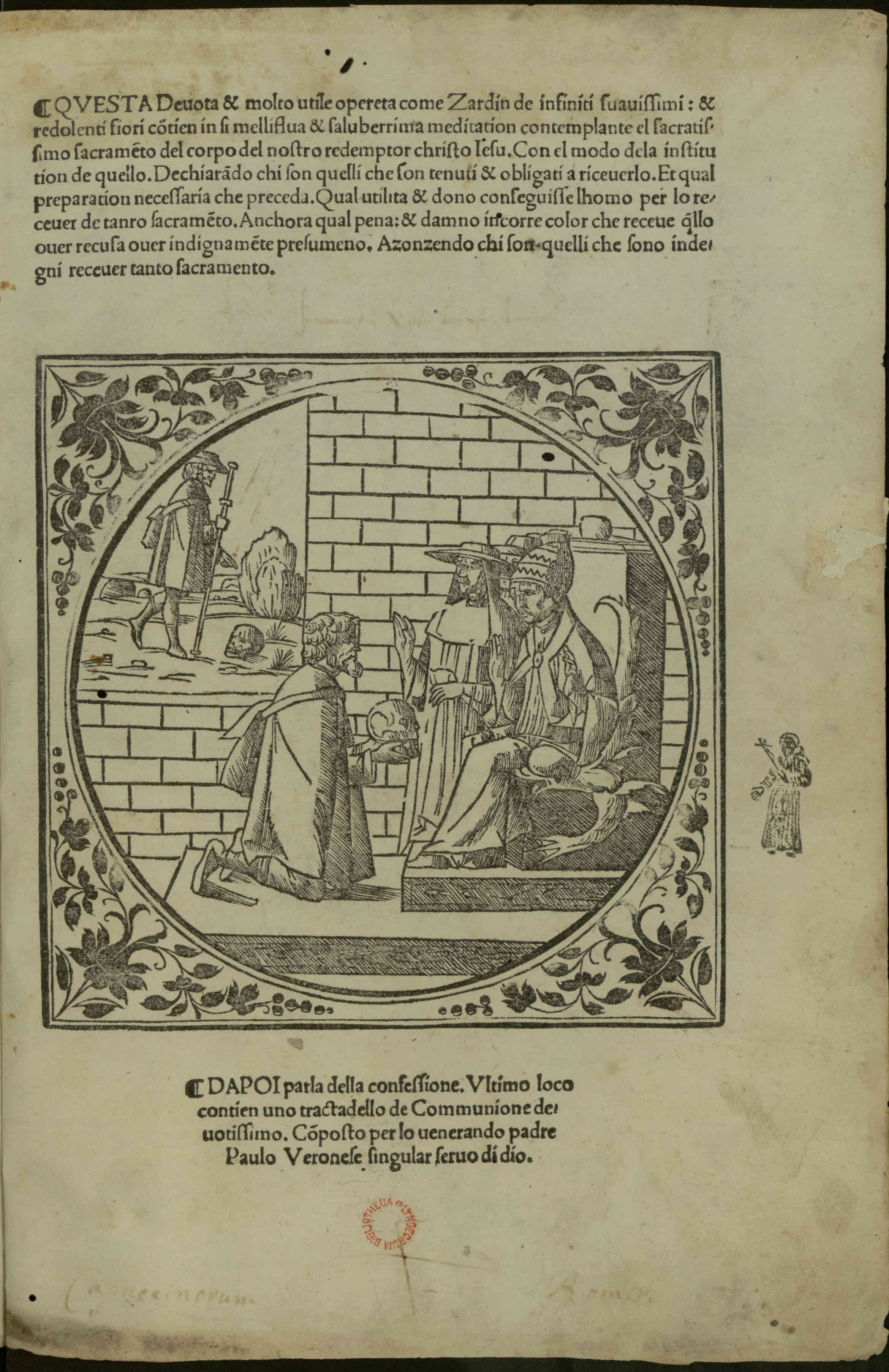
Paolo Maffei, Meditazione contemplante il sacramento del corpo di Gesù Cristo, 1500

La celebrazione eucaristica è costituita da due parti, la Liturgia della Parola e la Liturgia eucaristica. La Liturgia della Parola consiste principalmente di letture della Scrittura (la Bibbia) e un'omelia (altrimenti chiamata sermone) predicata da un sacerdote o un diacono mentre la Liturgia dell'Eucaristia comprende l'offerta e la presentazione del pane e del vino all'altare, la loro consacrazione da parte del sacerdote durante la preghiera eucaristica e l'accoglienza degli elementi consacrati nella santa Comunione.

#### Sacrificio

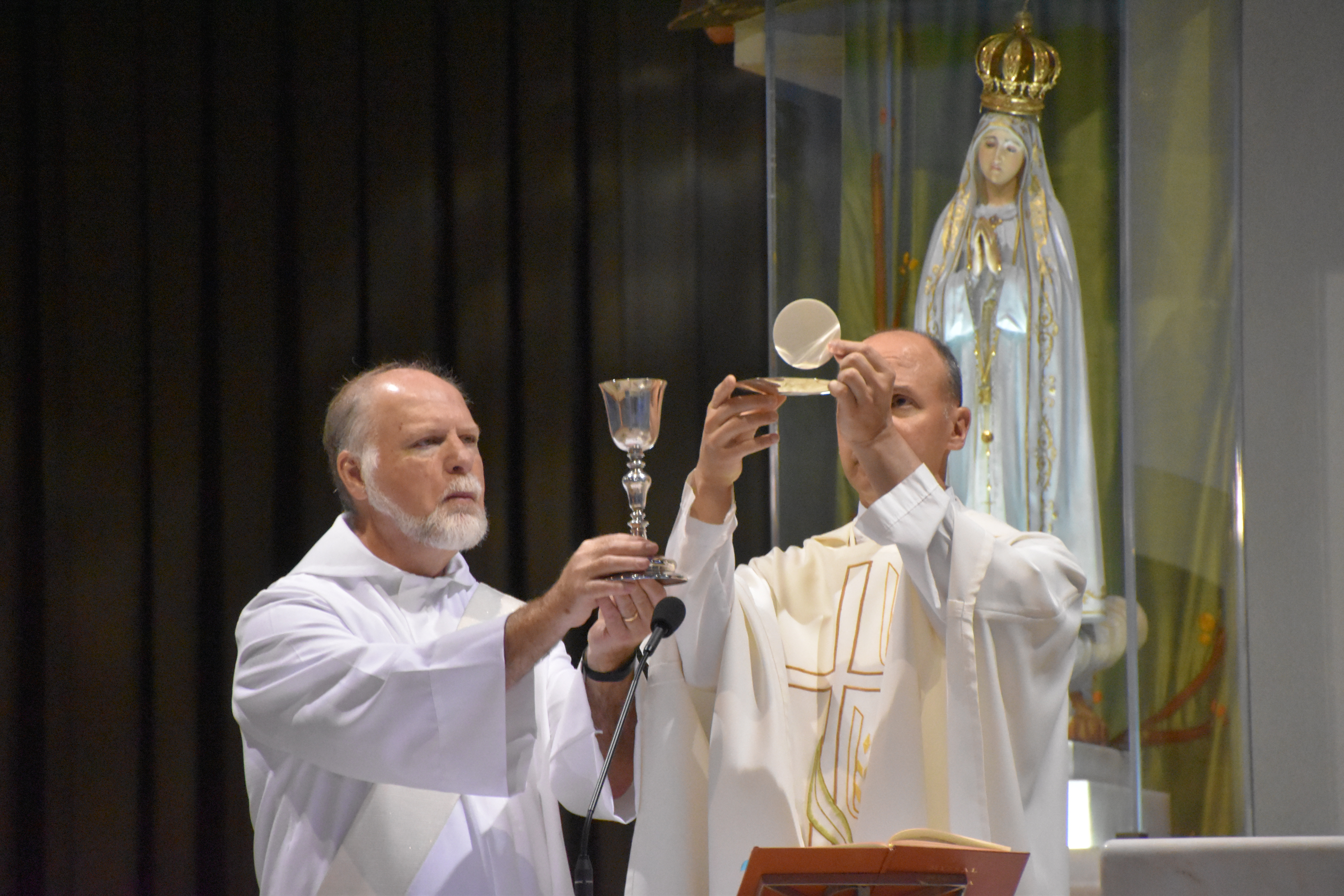
Dossologia della preghiera eucaristica nella messa

Secondo la Chiesa cattolica, nelle specie consacrate del pane e del vino, dette anche Santissimo Sacramento dell'Altare, vi è la presenza reale di Cristo stesso, in corpo, sangue, anima e divinità. La continua riattualizzazione di questo mistero avviene mediante l'azione dello Spirito Santo. Per i cristiani cattolici e ortodossi la Santa Messa è un sacrificio perché ripresenta (rende presente) il sacrificio della croce, e ne è il memoriale. Il sacerdote che celebra la Santa Messa, agendo in persona Christi, offre a Dio Padre lo stesso Sacrificio del Calvario di Gesù, cosicché chiunque assiste alla Santa Messa è esattamente come se fosse dinanzi alla crocifissione di Cristo e alla Sua Passione.
Per i cristiani cattolici ogni eucaristia, in quanto memoriale e rinnovazione dell'evento sacrificale di Cristo, è sacrificio in modo attuale: la Chiesa lo considera dono del Signore e ne fa il suo sacrificio. Per questo invita i fedeli a offrire sé stessi a Dio in ubbidienza e devozione, perché - come ancora Paolo scrive - "chiunque in modo indegno mangia il pane o beve il calice del Signore, sarà reo del corpo e del sangue del Signore. Ciascuno, pertanto, esamini sé stesso e poi mangi di questo pane e beva di questo calice; perché chi mangia e beve senza riconoscere il corpo del Signore, mangia e beve la propria condanna". In quanto comunione alla Cena del Signore, nell'eucaristia i fedeli trovano il fondamento, la fonte e il vincolo dell'unione con Cristo e fra loro.

#### Materia e forma del sacramento
A differenza degli altri sacramenti che si perfezionano con l'applicazione della materia sacramentale alla persona da santificare, l'Eucaristia si perfeziona con la consacrazione della materia stessa, a prescindere dalla persona che la riceve.

#### La presenza reale di Cristo
Secondo la Chiesa cattolica, Gesù Cristo è presente nell'Eucaristia infatti in modo vero, reale, sostanziale: con il suo Corpo e il suo Sangue, con la sua Anima e la sua Divinità. In essa è quindi presente in modo sacramentale, e cioè sotto le specie eucaristiche del pane e del vino, Cristo tutto intero: Dio e uomo.
Il Concilio Lateranense IV del 1215 parlava del pane e del vino come "transustanziati" nel corpo e nel sangue di Cristo:
Il Concilio di Trento nella definizione dogmatica della XIII sessione dell'11 ottobre 1551, al capitolo IV dichiara:
(Catechismo della Chiesa cattolica, n. 1376)
 Questa conversione si attua nella preghiera eucaristica, mediante l'efficacia della parola di Cristo e dell'azione dello Spirito Santo. Tuttavia, le caratteristiche sensibili del pane e del vino, cioè le «specie eucaristiche», rimangono inalterate. La presenza eucaristica di Cristo ha inizio al momento della consacrazione e continua finché sussistono le specie eucaristiche. Cristo è tutto e integro presente in ciascuna specie e in ciascuna sua parte; perciò la frazione del pane non divide Cristo.
Poiché l'Eucaristia è il corpo e il sangue di Cristo, "Il culto della latria è dovuto al sacramento dell'Eucaristia, cioè di adorazione, riservato solo a Dio sia durante la celebrazione eucaristica sia al di fuori di essa. La Chiesa, infatti, conserva con la massima diligenza le Ostie consacrate, le porta agli infermi e ad altre persone impossibilitate a partecipare alla Santa Messa, le presenta alla solenne adorazione dei fedeli, le porta in processione e invita alla frequente visita e adorazione del Santissimo Sacramento conservato nel tabernacolo."
Alla visita del Santissimo Sacramento papa Pio XI il 3 giugno 1932 concesse un'indulgenza di dieci anni, lucrabile quotidianamente, alla condizione che si recitino 5 Ave, Pater e Gloria, più un Ave, Pater e Gloria per le intenzioni del Sommo Pontefice. Se la visita viene compiuta in ciascun giorno della settimana fu concessa l'indulgenza plenaria a quanti si siano confessati e comunicati.
L'eucaristia è celebrata da un ministro ordinato (sacerdote), all'interno della celebrazione eucaristica: essa consiste nel complesso della liturgia della parola e della liturgia eucaristica, aperto dai riti di ingresso e chiuso nei riti di conclusione.

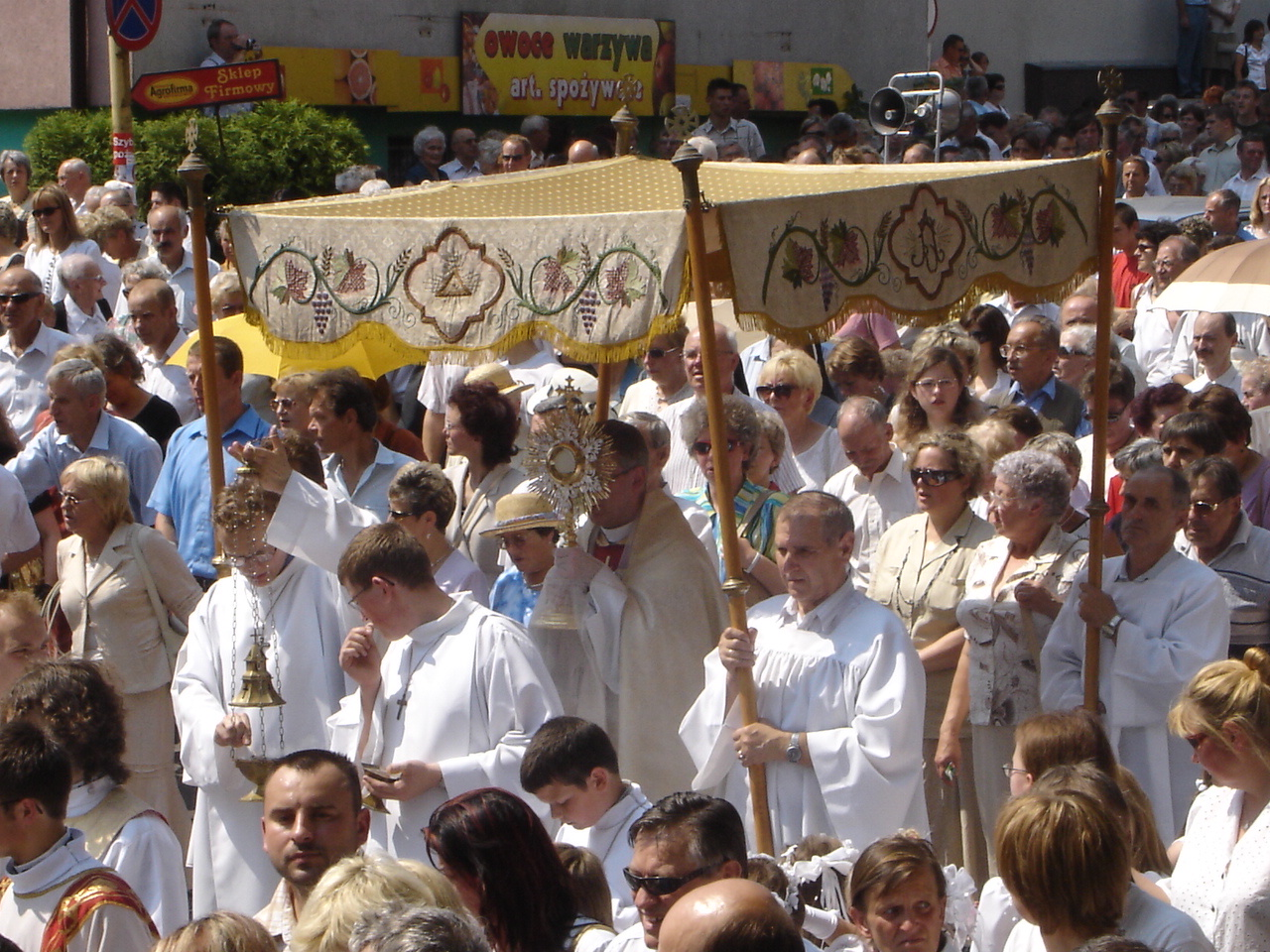
Processione con il Santissimo Sacramento dei cattolici in Polonia (Stargard)

Il Concilio Vaticano II riafferma che si può vedere la presenza del Signore nell'assemblea riunita nel suo nome, nel sacerdote che celebra in persona Christi, nella Bibbia proclamata "giacché è lui che parla quando nella Chiesa si legge la Scrittura", nel sacrificio della messa "essendo egli stesso che, offrendosi una volta sulla croce, offre ancora sé stesso tramite il ministero dei sacerdoti, soprattutto nelle specie eucaristiche" (Sacrosanctum Concilium).
La Chiesa cattolica e quella ortodossa affermano che "la presenza eucaristica di Cristo ha inizio al momento della consacrazione e continua finché sussistono le specie eucaristiche": perciò il Santissimo Sacramento è conservato nei tabernacoli (o cibori) per essere adorato, ma anche e soprattutto come riserva per la comunione ai malati e ai moribondi (in questo caso si usa il termine di "Viatico").
Nella Chiesa cattolica esistono specifici riti per l'adorazione eucaristica. Il Corpo di Cristo viene esposto nell'ostensorio all'adorazione dei fedeli. Il sacerdote può anche impartire la benedizione eucaristica ai fedeli con il pane consacrato, solitamente alla fine del rito di adorazione.
La Chiesa celebra ogni giorno l'Eucaristia (tranne i giorni aliturgici, quando né pane né vino vengono consacrati, nel rito romano il Venerdì santo e il Sabato santo, nel rito ambrosiano tutti i venerdì di Quaresima), ma in modo particolare essa è solennizzata nel giorno della sua istituzione, il giovedì santo, nella messa vespertina in Cena Domini. Tuttavia, non potendo esternare tutta la solennità in quel giorno della Settimana Santa (che, come tale, esige un contesto di sobrietà), la festa è rimandata al giovedì della prima settimana dopo Pentecoste: si tratta della Solennità del Corpo e Sangue di Cristo, detta anche del Corpus Domini. Nella maggior parte delle nazioni cattoliche, tuttavia, tale festività di precetto è rimandata alla domenica successiva (seconda dopo Pentecoste).

#### Comunione sacramentale

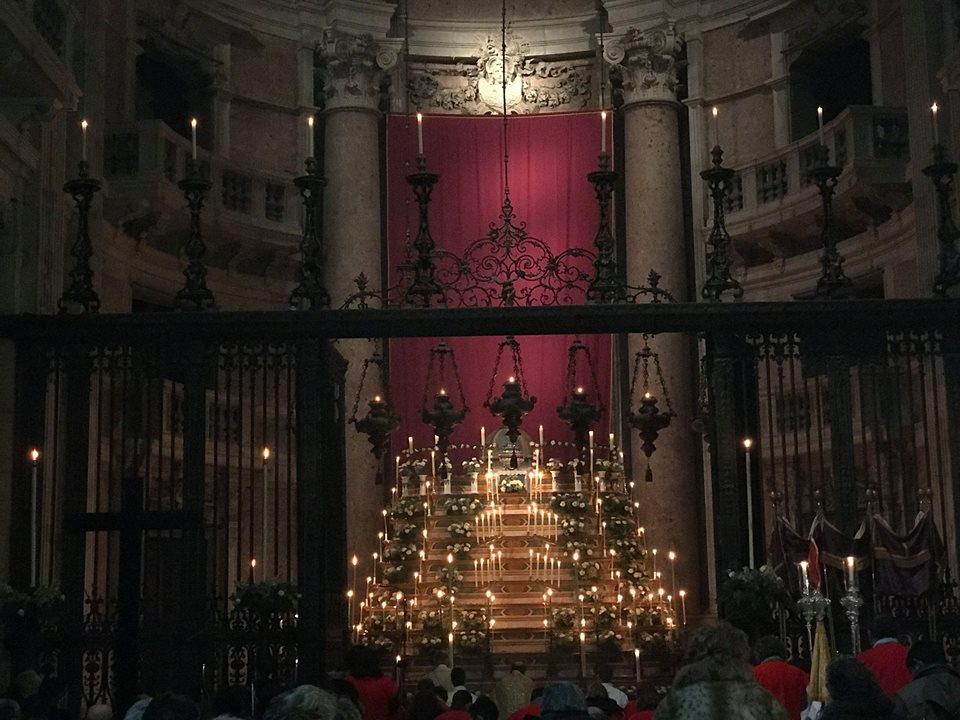
Adorazione eucaristica nella Basilica di Nostra Signora e di Sant'Antonio, Portogallo - Reale e Venerabile Confraternita del Santissimo Sacramento di Mafra

Giovanni riporta le parole di Gesù: "Chi mangia la mia carne e beve il mio sangue ha la vita eterna, ed io lo risusciterò nell'ultimo giorno" e "dimora in me e io in lui" (Gv 6,54-56). L'eucaristia è dunque pegno d'immortalità, e sacramento di comunione con il Cristo.
Secondo la Chiesa cattolica, in ogni eucaristia si rinnova il sacrificio di Cristo per il mondo, nuova alleanza di Dio con l'uomo: il Signore dà nuovo nutrimento all'uomo e nuova forza alla Chiesa perché gli siano fedeli testimoni nelle vie del mondo, pronti a seguire con la propria vita la Sua vita, donata nel servizio a tutti. Per questo la Chiesa invita i cristiani a partecipare alla messa ogni domenica e di accostarsi alla comunione sacramentale almeno a Pasqua: la completa partecipazione all'Eucaristia non può tralasciare questo suo fondamento che è proprio la comunione al corpo di Cristo, lasciata da Cristo stesso ai cristiani, anche come responsabilità.
Nel De venerabili Sacramento Altaris (cap. XI), Tommaso d'Aquino identifica tre miracoli in ogni Eucaristia:
- sotto le specie del pane c'è il vero Corpo di Cristo (quod ibi sub specie panis est verum Corpus Christi), uguale a quello nato e al corpo spirituale del Cristo risorto;
- tutta la sostanza del pane è stata trasformata in Cristo: sotto la specie del pane non c'è più il pane, ma soltanto il Corpo di Cristo (quod tota substantia panis mutatur in Corpus Christi);
- la sostanza del pane viene trasformata nel Corpo di Cristo, ma rimangono gli accidenti, le qualità del pane (quod mutatur in Corpus Christi tota substantia panis, manent accidentia panis ): il pane intero ha tutta e la sola sostanza del Corpo di Cristo, mantiene i propri accidenti. Altro prodigio è che il Corpo di Cristo non si duplica né diminuisce, ma rimane unico identico intatto e integro, sia mentre viene mangiato dai fedeli (Primum, quod Corpus Domini dum manducatur, non minuitur), che nei molteplici luoghi in cui l'eucaristia è presente in uno stesso momento (Secundum signum - secondo miracolo - quod unum et idem corpus est in pluribus locis, in pluribus portionibus) che allo spezzare del pane eucaristico (Tertium mirabile est, quod Corpus Domini licet sit in pluribus licis vel hostiis, aut portionibus, tamen per partes non est divisum sed manet in sé integrum et conjenctum).

Il Lauda Sion completa dicendo che Cristo è presente interamente in ogni più piccola parte delle particole e del vino dopo la consacrazione eucaristica (tantum esse sub fragménto,/quantum toto tégitur; Cristo è tanto in ogni parte, /quanto nell'intero).

#### Comunione spirituale
Per comunione spirituale si intende una preghiera mediante la quale il fedele può esprimere il desiderio di unirsi e di ricevere Gesù-Eucaristia senza effettuare materialmente la Comunione sacramentale (cioè senza ricevere l'ostia consacrata).
Gli effetti della comunione spirituale sono simili ma, evidentemente, non del tutto sovrapponibili alla Comunione sacramentale e possono sostituirla quando il fedele è materialmente o moralmente impossibilitato a ricevere la Comunione sacramentale.
Rispetto alla Comunione sacramentale ha il "vantaggio" di poter essere fatta ogni qualvolta il fedele lo voglia e in qualsiasi momento della giornata o luogo. Dal punto di vista ascetico e spirituale è una pratica consigliata in tutte le epoche e testimoniata da molti santi anche grazie a rivelazioni private o esperienze mistiche. Tra i più noti santi che hanno diffuso la pratica della comunione spirituale si annoverano Alfonso Maria de' Liguori, Caterina da Siena, Margherita Maria Alacoque, Francesco di Sales e Josemaría Escrivá de Balaguer.
Esistono diverse formule verbali di Comunione spirituale, ma l'aspetto fondamentale è esprimere - anche solo con parole proprie o con elevazioni del cuore o della mente - il desiderio di unirsi a o di ricevere Gesù-Eucaristia. Gli effetti spirituali dipendono dalle disposizioni interiori e dalla rettitudine con cui si effettua. È considerata altresì un'utile preghiera per prepararsi a ricevere con il dovuto fervore la Comunione sacramentale.

#### Modi di ricevere la Comunione
Nel corso del tempo il modo di celebrare e ricevere la Comunione (ad esempio, in piedi o in ginocchio, nella specie del pane e del vino o solo del pane, sulla mano o sulla lingua) ha conosciuto delle variazioni.
Se nel cristianesimo primitivo si usava deporre il pane eucaristico nella mano del fedele, nel Sinodo di Roma dell'anno 404, celebrato sotto papa Innocenzo I (401-417), s'impone però il rito di dare la Comunione sulla lingua (Mansi X, 1205), pratica ribadita anche da papa Leone I (440-461) nel Sermone V (Patrologia Latina, 54, 1385). Nel Sinodo di Rouen (649-653), seguendo la linea osservata a Roma, viene ordinato ai sacerdoti di non dare la Comunione sulla mano (Mansi X, 1199-1200). Il Concilio di Costantinopoli III (680-681) proibisce poi ai fedeli di comunicarsi da soli, minacciando la scomunica a coloro che osassero farlo (Mansi XI, 969). Diversi secoli dopo, san Tommaso d'Aquino scrive: “Per riverenza a questo Sacramento [=l'Eucaristia], nessuna cosa che non sia stata consacrata entri in contatto con Esso” (S.Th. III, q.82, a.3). Il Concilio di Trento (1545-1565) ribadisce questa linea: «È sempre stata consuetudine della Chiesa di Dio nella comunione sacramentale dei laici, prendere la comunione nelle mani dei sacerdoti e che i sacerdoti celebranti da sé medesimi, usanza che per ragione e giustizia deve essere mantenuta per provenire dalla tradizione apostolica.»
Nel Catechismo Maggiore di papa Pio X la Comunione è prescritta ancora sulla lingua e in ginocchio (art. 642: «Come bisogna presentarsi nell'atto di ricevere la santa Comunione?»), mentre è frequente ma non obbligatorio farsi il segno della croce quando si riceve l'Eucaristia.
Con la riforma liturgica del 1969, il n. 160 dell'Ordinamento Generale del Messale Romano stabilisce che: «I fedeli si comunicano in ginocchio o in piedi, come stabilito dalla Conferenza Episcopale».
Nelle chiese protestanti dai tempi della riforma era praticato l'uso della comunione nella mano dei fedeli. Un ritorno a tale pratica nella Chiesa cattolica si ha nella seconda metà del XX secolo, e rappresentò il ripristino di un'antica tradizione, seppure superata poi durante secoli di storia cattolica, e un importante passaggio dell'ecumenismo e del dialogo interconfessionale. Se i documenti del Concilio Vaticano II non si pronunciarono al riguardo, la Sacra Congregazione dei Riti concesse infatti nel 1968 la pratica della comunione sulla mano alla Germania e al Belgio: in seguito a diverse proteste tale concessione venne però sospesa. Papa Paolo VI nel marzo del 1969 promosse quindi un sondaggio riservato fra i vescovi di tutto il mondo e, tenuto conto dei riscontri ricevuti, approvò il 28 maggio 1969 il documento Memoriale Domini, scritto dal cardinale Benno Gut e dal vescovo Annibale Bugnini, in cui si affermava che, anche se il cristianesimo primitivo era solito ricevere la comunione sulla mano, i vescovi erano a grande maggioranza contrari a questa pratica e preferivano, in segno di rispetto e devozione, dare la Comunione direttamente sulla lingua. Il documento chiariva quindi che, se "in qualche luogo fosse stato già introdotto l'uso contrario, quello cioè di porre la santa Comunione nelle mani dei fedeli", tale pratica poteva comunque essere legalizzata con la maggioranza dei due terzi in un ballottaggio segreto della Conferenza Episcopale Nazionale (legalizzazione da sottoporre infine alla conferma della Santa Sede).
La Chiesa cattolica di Olanda fu la prima a consentire la pratica della comunione amministrata sulla mano.
In Italia la distribuzione dell'Eucaristia sulla mano è stata approvata nel 1989, (Delibera n. 56 del 19 luglio 1989) anche se in diversi luoghi era già praticata ed era stata autorizzata nella diocesi di Torino dall'arcivescovo Michele Pellegrino.
Attualmente l'istruzione Redemptionis Sacramentum afferma che i fedeli sono liberi di scegliere se ricevere la Comunione sulla mano o sulla lingua, mentre il ministro è obbligato ad amministrarla in entrambi i modi, come il fedele lo richiede. Tuttavia, l'ostia intinta nel vino non può essere ricevuta per mano, bensì soltanto sulla lingua (n. 104).

#### Condizioni per ricevere l'Eucaristia
La prescrizione di un auto-esame di coscienza e della Confessione trova fondamento in 1 Corinzi 11:29, mentre l'anatema per chi abusa del sacramento eucaristico è contemplata in 1 Corinzi 16:22. La liturgia bizantina prescrive: Sancta sanctis ("le cose sante ai santi").
Per ricevere degnamente l'Eucaristia si richiedono tre condizioni:
1° sapere e pensare chi si va a ricevere;
2° essere in grazia di Dio;
3° osservare il digiuno eucaristico.
Queste norme tradizionali nei riti latini nel tempo hanno avuto modalità di applicazioni diverse. Attualmente sono codificate nel Codice di diritto canonico ai canoni 912-919.
Quanto alla prima condizione i canoni 912-913 stabiliscono:
Can. 913 - § 1. Per poter amministrare la santissima Eucaristia ai fanciulli, si richiede che essi posseggano una sufficiente conoscenza e una accurata preparazione, così da percepire, secondo la loro capacità, il mistero di Cristo ed essere in grado di assumere con fede e devozione il Corpo del Signore.
§ 2. Tuttavia ai fanciulli che si trovino in pericolo di morte la santissima Eucaristia può essere amministrata se possono distinguere il Corpo di Cristo dal cibo comune e ricevere con reverenza la comunione.»
Non sono in grazia di Dio coloro che sono consapevoli di essere in peccato grave, salvo il disposto del canone 916:
In ogni caso, per il can. 914 non sono ammessi alla sacra comunione «gli scomunicati e gli interdetti, dopo l'irrogazione o la dichiarazione della pena e gli altri che ostinatamente perseverano in peccato grave manifesto».
Sono tali, ad esempio, gli affiliati alla massoneria e i divorziati risposati. Rispetto ai divorziati risposati, nella relazione finale del Sinodo mondiale dei Vescovi sulla famiglia, voluto a Roma da papa Francesco nell'ottobre 2015, ai nn. 84-86 i Padri sinodali hanno votato la proposta di affidare ai presbiteri l'accompagnamento delle persone interessate sulla via del discernimento secondo l'insegnamento della Chiesa e gli orientamenti del vescovo. Il Santo Padre, nell'esortazione apostolica postsinodale Amoris laetitia, pubblicata l'8 aprile 2016, ai nn. 301-302 ha ribadito la normativa vigente, invitando nel contempo i confessori ad applicare il principio generale delle cause attenuanti soggettive, per cui non sempre una mancanza grave è da considerarsi peccato mortale che esclude dalla comunione eucaristica: tali sono l'eventuale ignoranza della norma, una difficoltà grande nel comprendere «valori insiti nella norma morale», le condizioni concrete del soggetto che non gli permettano di agire diversamente e di prendere altre decisioni senza una nuova colpa (come l'inavvertenza, la violenza, il timore, la forza delle abitudini contratte, gli affetti smodati, l'immaturità affettiva, lo stato di angoscia o altri fattori psichici o sociali). Il 3 ottobre 2023, in risposta alle domande avanzate dall'arcivescovo emerito di Praga, card. Dominik Duka, ha aperto (dichiarandolo come Magistero ordinario) alla possibilità di accedere ai sacramenti della Riconciliazione e dell'Eucarestia laddove "esistono limitazioni che attenuano la responsabilità e la colpevolezza" della mancata continenza coniugale.
Differente è il caso di coloro che abbiano ottenuto l'annullamento del matrimonio dall'ex Sant'Uffizio. L'annullamento comporta la facoltà di celebrare nuove nozze in Chiesa e la facoltà per i coniugi risposati, ma non divorziati, di accedere al sacramento eucaristico. Diversamente dalla Chiesa ortodossa e dalla liturgia bizantina, la Chiesa Cattolica non distingue fra coniuge innocente e coniuge colpevole di adulterio o di fornicazione. E non offre al coniuge incolpevole la possibilità di celebrare un secondo matrimonio ecclesiastico, che dia accesso al Santissimo Sacramento. Pur essendo prevista la facoltà di ripudio del coniuge infedele, Luca 16:18 riporta il divieto esplicito di sposare una nuova moglie dopo il ripudio ovvero di sposare in prime nozze la moglie ripudiata da un altro uomo.

Il digiuno eucaristico è regolato dal canone 919 del Codice di diritto canonico che dispone:
§ 2. Il sacerdote, che nello stesso giorno celebra due o tre volte la santissima Eucaristia, può prendere qualcosa prima della seconda o terza celebrazione, anche se non sarà intercorso lo spazio di un'ora.
§ 3. Gli anziani, coloro che sono affetti da qualche infermità e le persone addette alle loro cure, possono ricevere la santissima Eucaristia anche se hanno preso qualcosa entro l'ora antecedente.»
Il digiuno in genere è storicamente legato all'agape e al gesto della frazione del pane fra cristiani battezzati. Il digiuno è talora utilmente essere associato alla virtù della carità e ai meriti di salvezza di una pia opera di misericordia, che è il dono al prossimo bisognoso del cibo non consumato durante il digiuno.

#### I frutti della Comunione
Ricevere l'Eucaristia nella Comunione reca come frutto principale l'unione intima con Cristo Gesù; conserva, accresce e rinnova la vita di grazia ricevuta nel Battesimo; separa dal peccato; fortifica la carità che, nella vita di ogni giorno, tende ad indebolirsi; preserva in futuro dai peccati mortali e unisce a tutti i fedeli in un solo corpo: la Chiesa.

#### Al tempo dell'emergenza sanitaria COVID-19
A seguito della pandemia di COVID-19, i governi e le conferenze episcopali di vari Paesi hanno concordato le norme igienico-liturgiche per evitare che lo Stato dovesse limitare la libertà di culto.
Le nuove norme vietavano la somministrazione della Santa Comunione in bocca: se in precedenze il fedele poteva optare fra due modalità, l'unico metodo durante la pandemia era la comunione in mano, introdotto al tempo del Concilio Vaticano II.
Durante il lockdown, le celebrazioni eucaristiche si svolgevano a porte chiuse ed era vietata la partecipazione dei fedeli.
La soluzione della fruizione sacramentale differita del servizio eucaristico ha avuto seguito anche negli Stati Uniti. Prima della pandemia, la distribuzione di particole consacrate, al di fuori della Santa messa e del luogo consacrato nel quale era stata celebrata, era un fatto residuale ed eccezionale riservato a cause di forza maggiore come quello della Comunione agli infermi, impossibilitati a muoversi dal proprio domicilio.
L'imbustamento delle particole è stato visto come un atto in sé sacrilego e irrispettoso della Presenza reale di Dio. Inoltre, l'eventualità di una consacrazione precedente alla Messa sarebbe contraria alla sua stessa natura di sacrificio eucaristico celebrato per l'assemblea dei fedeli battezzati presenti. In questo modo, la consacrazione eucaristica diventerebbe opzionale e la Messa sarebbe ridotta alla sola Liturgia della Parola, assimilandola ad un rito protestante. Importanti rilievi in tal senso sono stati sollevati dal cardinale Robert Sarah.

### I miracoli eucaristici
Benché la transustanziazione (trasformazione della sostanza del pane e del vino nel vero Corpo e Sangue di Cristo) sia secondo la fede cattolica un grande mistero sacramentale, le specie (ossia l'apparenza accidentale) del pane e del vino rimangono però normalmente intatte, e quindi non vi è propriamente miracolo. Tuttavia nella storia della Chiesa sono riportati numerosi miracoli eucaristici. In particolare, secondo la narrazione ecclesiastica, il pane consacrato nella messa divenne molte volte anche visivamente Carne e Sangue, per esempio a Lanciano, a Bolsena, ad Alatri, a Trani e in molti altri miracoli eucaristici.
In certi casi si sarebbero verificate levitazioni - come nel miracolo eucaristico di Faverney- o splendide illuminazioni dell'Ostia, come nel miracolo eucaristico di Torino.
In altri casi le ostie rubate e profanate si conservano intatte da decenni come nel miracolo eucaristico di Siena e di San Mauro La Bruca.
Tra i miracoli attribuiti a Sant'Antonio uno, quello della mula che si inginocchia di fronte al Sacramento, si configura come miracolo eucaristico. Altri fenomeni legati all'Eucaristia, ritenuti miracolosi dalla Chiesa o semplicemente dalla tradizione, sono attribuiti a diversi santi e beati, tra i quali: san Francesco d'Assisi, santa Caterina da Siena, sant'Ignazio di Loyola, santa Teresa d'Avila, san Tommaso d'Aquino, san Bernardo di Chiaravalle, san Giovanni Bosco, santa Margherita Maria Alacoque, beata Anna Katharina Emmerick, santa Angela da Foligno e molti altri.
Alcuni fedeli (sia dichiarati santi dalla Chiesa cattolica, come la beata Alexandrina Maria da Costa - sia per i quali è in corso una causa di beatificazione, come le serve di Dio Teresa Neumann e Marta Robin), si afferma siano vissuti per alcuni o molti anni nutrendosi esclusivamente della Comunione quotidiana, senza assumere alcun altro cibo o bevanda.
Alcune delle guarigioni di Lourdes riconosciute ufficialmente dalla Chiesa cattolica come miracolose, sono inoltre avvenute durante la processione pomeridiana con il Santissimo Sacramento.
In seguito ai due miracoli eucaristici avvenuti a Buenos Aires fra il 1992 e il 1996, esami approfonditi furono effettuati soprattutto sul materiale relativo ai fenomeni del 1996: campioni dell'ostia furono inviati a due diversi laboratori, a Sydney e New York, ignari dell'origine del materiale. Le analisi mostrarono la presenza di tessuto miocardico e di globuli bianchi intatti, che non possono essere presenti nel tessuto cardiaco di un cadavere, tant'è che il professor Frederick Zugibe, primario di medicina legale e cardiologo della Columbia University di New York, incaricato degli esami, chiese sbalordito: "Come avete fatto ad estrarre da una persona un pezzo di cuore vivente?". Sempre il professor Zugibe, osservando il modo in cui i globuli bianchi avevano penetrato il tessuto miocardico, affermò che "il cuore era stato sottoposto a un duro stress, come se il suo proprietario fosse stato picchiato duramente all'altezza del torace".

### Nella musica
L'innografia cattolica prevede un certo numero di inni e mottetti in onore dell'Eucaristia. Si elencano alcuni fra i più noti:
- Ave verum corpus
- Pange lingua
- Adoro te devote
- O sacrum convivium
- O salutaris Hostia
- Panis Angelicus.
- Lauda Sion Salvatorem

Il Lauda Sion Salvatorem afferma nel testo i principali elementi teologici connessi all'Eucarestia, elaborati da san Tommaso d'Aquino: 
- ciò che "Cristo fece durante la cena / comandò da farsi / in suo ricordo",
- l'Eucaristia è il pane degli angeli che rende i cristiani commensali della città celeste,
- la transustanziazione delle specie del pane e del vino nella carne e nel sangue è un dogma di fede che "ai cristiani viene dato",
- "La carne (è) cibo, il sangue bevanda: / eppure Cristo resta intero / sotto ciascuna specie.": il Corpo di Cristo è realmente e totalmente presente sia nel vino che nel pane anche presi singolarmente, assumendo una sola delle due specie[85]
- "Nessuna scissura si fa della sostanza; si fa rottura solo del segno": il Corpo di Cristo è realmente, interamente ed ugualmente presente nell'ostia quanto in ogni suo singolo frammento, e nel sangue quanto in ogni sua singola goccia, comunque piccoli.

## Chiese di rito bizantino (ortodosse e cattoliche)

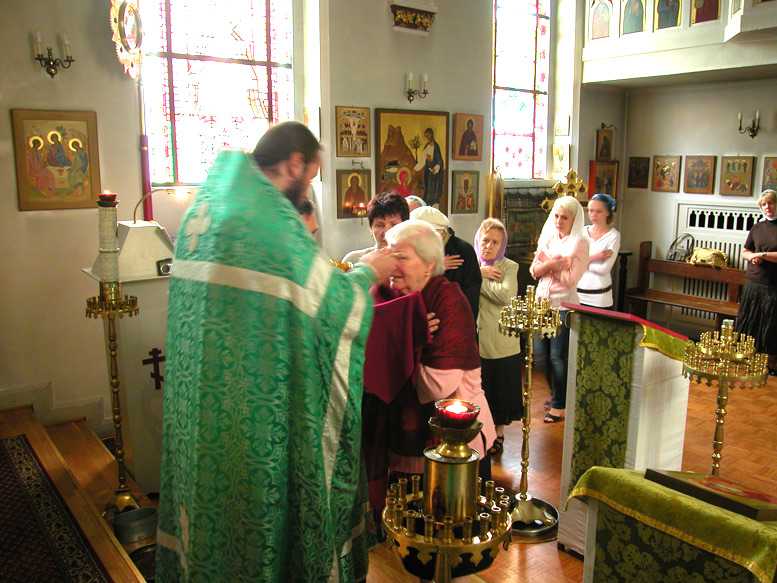
Distribuzione della comunione in una chiesa di rito bizantino

La celebrazione eucaristica delle Chiese di rito bizantino (cattoliche e ortodosse) è chiamata Divina liturgia.
Per la comunione queste Chiese usano pane fermentato di frumento e vino rosso mescolato con acqua tiepida nel calice. Il significato è duplice: il pane fermentato è qualcosa di "vivo", adatto al giorno della Risurrezione (la domenica). Inoltre, secondo il Vangelo di Giovanni l'ultima cena ebbe luogo prima della Pasqua ebraica, quando il pane con lievito (Chametz) poteva essere ancora consumato. Il pane preparato per la comunione è chiamato "agnello"; il coltello con il quale il celebrante ritaglia le particole dalla Prosfora (il pane consacrato per la comunione) è chiamato "lancia", a ricordo di quella che trafisse il Cristo dopo la morte sulla croce.
L'eucaristia è distribuita sempre sotto le due specie. Il Corpo e il Sangue di Cristo (i "Santi Doni") vengono amministrati dal celebrante attraverso un lungo cucchiaino d'oro o altro metallo prezioso. Dopo l'acclamazione del diacono: "Con il timore di Dio e la fede, avvicinatevi!", i fedeli, avvicinandosi al calice, si comunicano; nella tradizione slava coloro che si vogliono comunicare mettono le loro mani a forma di croce sul petto, mentre in quella rumena i comunicandi portano una candela (esistono molte varianti locali).
Il celebrante sorregge insieme al calice un fazzoletto di stoffa rosso, chiamato velo purificatorio, per asciugare le labbra di coloro che ricevono il Sangue di Cristo. Nella tradizione slava, invece, due diaconi o due accoliti sorreggono il velo purificatorio, per evitare che le Sacre Specie cadano.
Dopo aver comunicato, nella tradizione slava i fedeli baciano la parte bassa del calice, che simboleggia il costato di Cristo, dal quale uscirono acqua e sangue; nella tradizione greca i fedeli non baciano il calice, privilegio esclusivo del clero, evitando così di agitarlo o scuoterlo accidentalmente.
Viene offerto ai fedeli del pane benedetto, chiamato antidoron; nella tradizione slava anche dell'acqua calda mista a vino. In linea di principio, l'anti-doron è un pane distribuito al posto dei Santi Doni. Viene però oggi ricevuto da tutti, anche per la sua funzione nel facilitare l'ingestione di eventuali particelle delle Sacre Specie, rimaste nel cavo orale.
Nella Chiesa ortodossa, non essendoci limiti di età, l'eucaristia viene distribuita anche ai fanciulli o ai neonati, purché siano già stati battezzati.

## Chiese protestanti

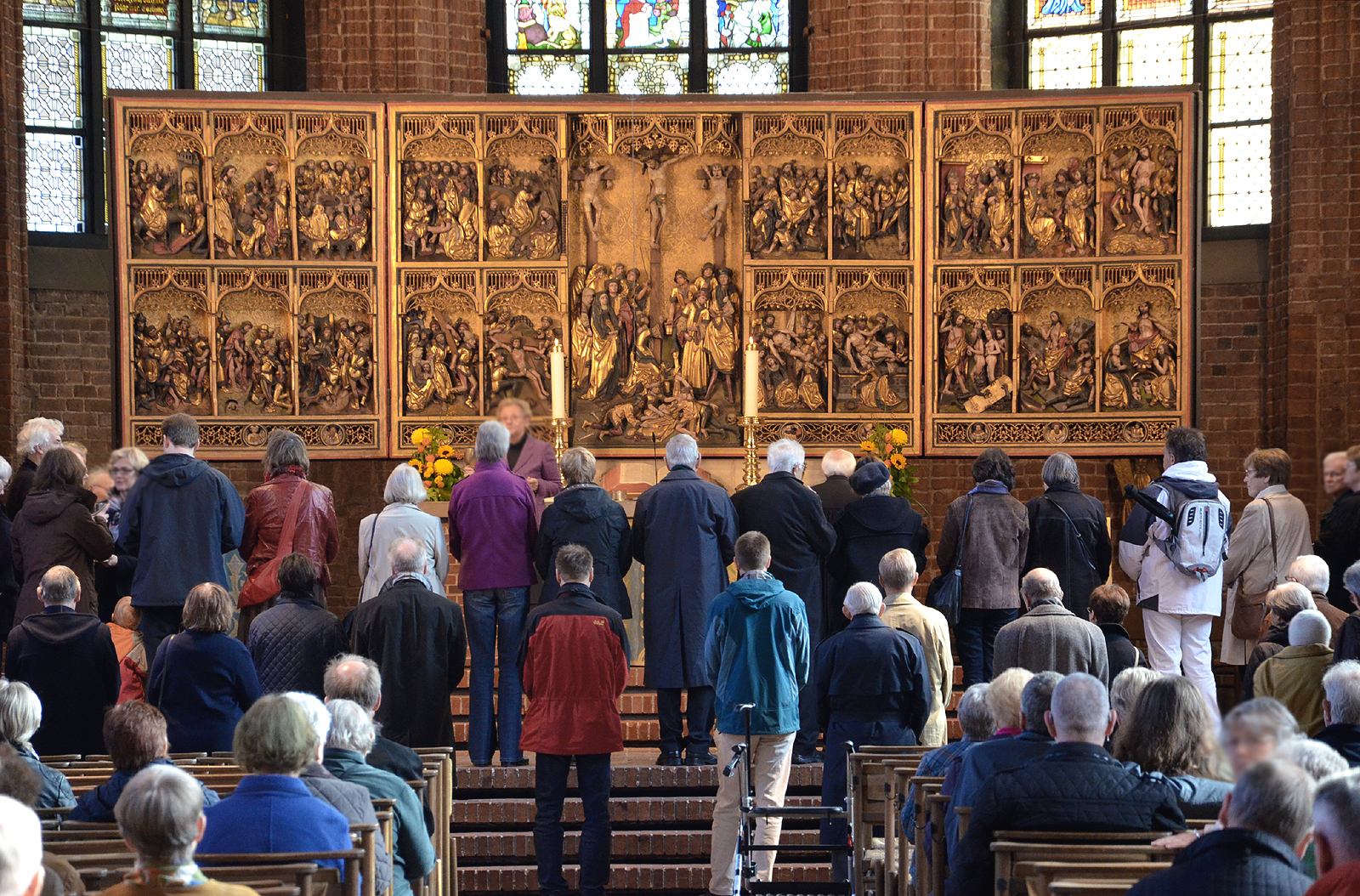
Condivisione della Santa Cena in una chiesa luterana di Hannover

I protestanti, a seconda della confessione, usano il termine Santa Cena, Cena del Signore (Lord's Supper), Comunione, o a volte anche Eucaristia. Le posizioni sul suo significato sono diverse, ma possono essere ricondotte a tre grandi interpretazioni: quella di Lutero, chiamata unione sacramentale e nota per lo più fuori dal luteranesimo come consustanziazione; quella di Ulrico Zwingli, sostenitore di un significato puramente simbolico del pane e del vino; e infine quella di Giovanni Calvino, che sostiene una presenza spirituale e una partecipazione reale al corpo di Cristo.

## Testimoni di Geova
I Testimoni di Geova celebrano una volta l'anno il Pasto Serale del Signore, nel giorno della Pasqua ebraica, ovvero il 14 di Nisan, secondo il calendario ebraico. Il pane non lievitato e il vino rosso vengono fatti passare di mano in mano, ma solo gli Unti possono consumarli. Essi, secondo i Testimoni di Geova, sono i rimanenti ancora in vita dei 144.000 che la Bibbia indica quali aventi una risurrezione celeste per regnare con Cristo.